# Can Moncasi
Can Moncasi és una obra de la Seu d'Urgell (Alt Urgell) protegida com a Bé Cultural d'Interès Local.

## Descripció
Edifici situat en la cantonada de tres carrers: l'avinguda Joan Garriga i Massó, el carrer Bisbe Benlloch i el carrer Capdevila. Es tracta d'una construcció a mode de vil·la clàssica, envoltada d'una zona enjardinada. L'immoble presenta una planta rectangular i diverses altures depenent de la zona. La façana principal és la de l'avinguda Garriga i Massó. Destaca aquí el portal d'accés, amb elements d'estil classicista, com les pilastres amb el fust estriat amb mènsules superiors que suporten una visera arrodonida. Les obertures de la resta de façanes es caracteritzen per l'emplaçament d'un trencaaigües que descansa sobre un fals capitell. Aquest element ornamental és comú, emmarcant una o dues finestres. És rellevant l'ús de la balustrada en les diverses terrasses, així com el ràfec sobressortint a mode de barbacana.
La paret de tancament del carrer Capdevila presenta una font, d'estil totalment diferent.